# Etnaland

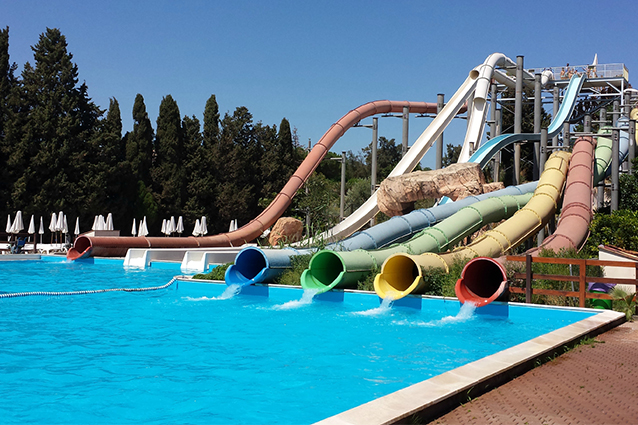
Gli scivoli acquatici Kamikaze (sullo sfondo) e Twin Twister

Etnaland è un parco di divertimento italiano, realizzato in Sicilia, a Belpasso. La sua superficie complessiva è di 280.000 metri quadrati, dei quali 112.500 occupati dal solo parco meccanico, il che lo rende il parco divertimenti più grande del Meridione. Al suo interno prevede diverse possibilità di svago: da quello prettamente ludico, caratterizzato dall'AcquaPark e dal ThemePark, a quello didattico rappresentato dal Parco della Preistoria e dal percorso botanico. Le mascotte sono Ciclopino e Ciclopina, due ciclopi innamorati.

## Storia
Dove dall'inaugurazione c'è il Parco Divertimenti sorgeva, nel 1976, l'Azienda Agricola "La Pergola" di proprietà del padre dell'attuale direttore del Parco, Francesco Russello.
Con il declino dell'attività agricola i Russello decidono di allestire il parco naturalistico "Il Parco Zoo di Sicilia", acquisendo gli animali da un circo fallito nei primi anni '80 nei pressi di Palermo, per poi aggiungervi il "Parco della Preistoria", ancora esistente ed evoluta.
Dato il successo del primo parco Francesco Russello attua l'iniziativa di rivoluzionare la natura del parco: acquista numerosi impianti tipici dei parchi acquatici (Tobogan, Kamikaze, Fiumi Lenti, Piscine Onde) e inaugura la prima stagione del Parco Acquatico "Etnaland", nel 2001, con grande successo. Vengono aggiunti altri scivoli e attrazioni, investendo milioni di euro, come molto inusuale per un Parco Acquatico, in attrazioni tematiche "meccaniche" come "Cocodrile Rapids", "Jungle Splash" e "Dragon River", attrazioni tipiche da Parco Tematico.
Il progetto di un ampliamento sia fisico che dal punto di vista dell'offerta ricreativa si concretizza nel 2012: il già manifestato interesse per un Parco "Meccanico" si concretizza nella realizzazione, e successiva apertura nel 2013, di un Parco Tematico a sé stante, con ingresso separato ma comprendente anche le già citate attrazioni dell'Acquapark
Quest'ultimo viene completato nella sua concezione tematica iniziale nel 2014, per poi subire le ultime aggiunte e spostamenti scenografici nella stagione 2015 (ad es. "Revo Rock 360", attrazione adrenalinica).
Mentre tra le stagioni 2016, 2017 e 2019 il settore acquatico ha subìto novità consistenti per mano di Pro Slide, non si notano particolari cambiamenti fino al 2020. Nel 2021 viene inaugurata “La Casa dei 44 gatti”, realizzata in collaborazione con Rainbow spa. Collaborazione che continua nel 2024 con la realizzazione del "Villaggio dei Puffi".
Nel 2021 e 2022 vengono inoltre aggiunte delle nuove scenografie al Themepark e vengono effettuate ricolorazioni di alcuni acquascivoli del parco acquatico.

## Attrazioni

### Acquapark
Il parco acquatico AcquaPark è stato inaugurato nel 2001 e comprende oltre 25 attrazioni per un totale di 8.500 metri quadrati di piscine, con l'implementazione di Devil Race il parco acquatico diventa quello con il maggior numero di attrazioni in tutta Europa superando il Siam Park in Spagna.

#### Acquascivoli

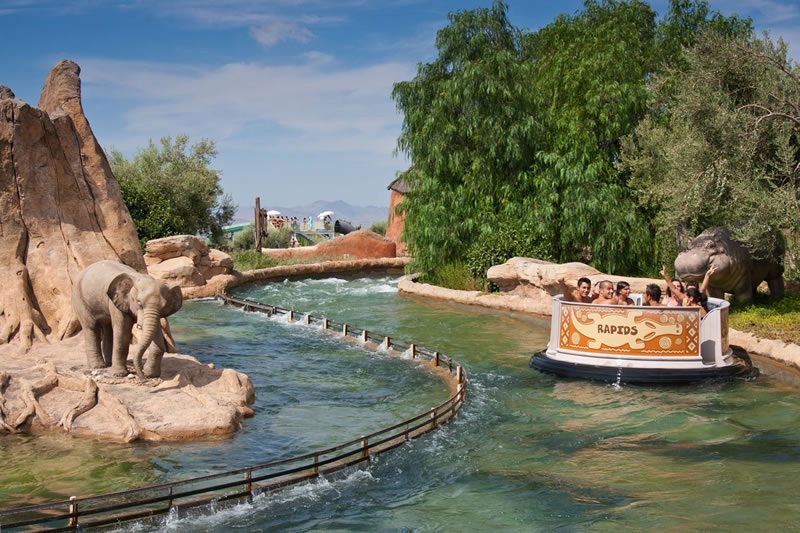
Crocodile Rapids

- Dark Kamikaze (2001)
- Hydro Kamikaze (2001)
- Stukas (2001)
- Kamikaze (2001)
- Twin Twister (2001)
- Rafting River (2001)
- Wild River (2001)
- Tobogan giganti (2001)
- Big Foam (2001)
- Red Cannon (2001-2015)
- Black Hole (2001)
- Hydrotubo 813 (2001)
- Niagara Falls (2001)
- Rio Anaconda (2001)
- Super Red Cannon (2016)
- Colossum (2016)
- Titania (2017)
- Devil Race (2019)

#### Piscine
- Fiume Lento (2001)
- Laguna Blu (2001)
- Piscina Hydro (2001)
- Piscina a onde (2001)

#### Miniland
- Laguna Bambini (2001)
- Mini Foam (2001)
- Mini Pista (2001)
- Mini Tobogan (2001)
- Castello (2001)

### ThemePark

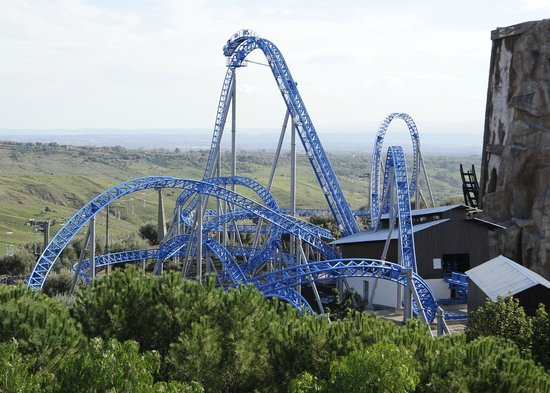
The Storm

Inaugurato il 20 aprile 2013, il parco tematico ospita attrazioni meccaniche di diverse tipologie distribuite su 6 diverse aree tematiche.

#### Area tematica 1 (E-Land)
- Etnaland Tower (2013)
- The Storm (2013)
- Laser Show (2013)
- Funivia (2013)
- Cinema 4D-Pangea, Asylum, Turtle Adventure (2022)
- Babele (2014)
- Revo-Rock 360 (2015)
- Drifting Karts (2015-2023)[15]

#### Villaggio minerario (Utopia)
- The School (2013)
- Eldorado (2013)
- Kaos (2013)
- Kasimiro (2013)
- Love Lagoon (2013)
- 1900th (2013)
- Gran Carillon (2014)
- Rondò (2014)

#### Area tematica spazio (Galaxia)

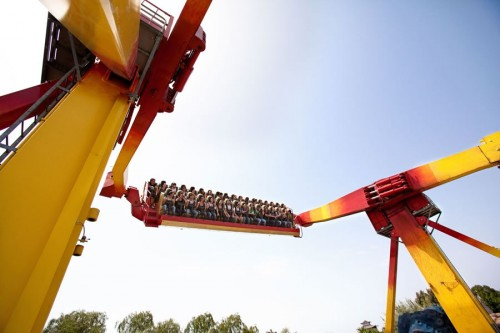
Vortigo

- Quasar (2013)
- Vortigo (2013)

#### I Sogni Di Ciclopino
- Guardie e Ladri (2013)
- Castello di Ciclopino (2013)
- Billow Balloon (2013)
- Ciclopina's Tower (2013)
- Hip Hop Coaster (2013)
- Mini Tornado (2013)

#### Area 44 Gatti
- La Casa dei 44 gatti (2021)
- Miao Coaster (2015)

#### Ciclopino's Circus
- LeleFante (2014)
- Camellotto (2014)
- TazzeMatte (2014)
- Mini vortigo (2014)
- Twistarello (2014)
- Mini Swing (2023)

#### Il Villaggio dei Puffi (Novità 2024)

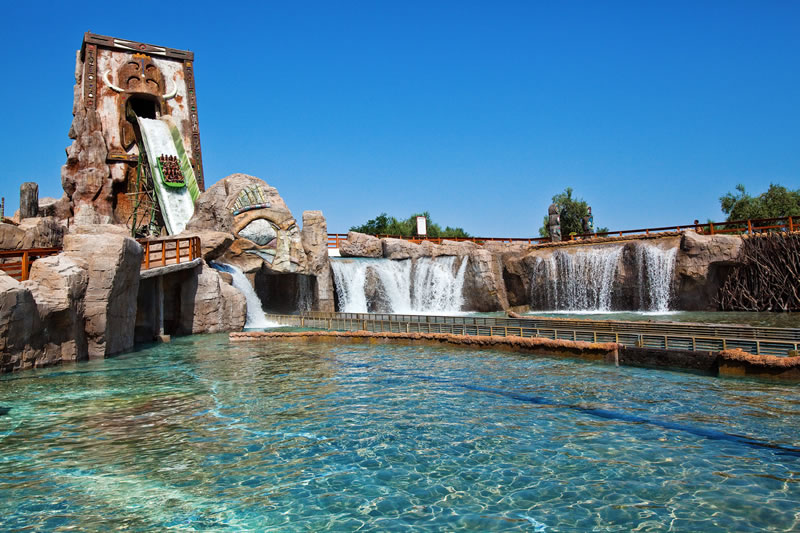
La laguna del Jungle Splash

- I Puffi Adventure (2024)

- Le Casette Fungo dei Puffi (2024)
- I Puffi al Cinema 4D (2024)

#### Area tematica attrazioni acquatiche (Splash)
- Crocodile Rapids (2006)
- Jungle Splash (2010)
- Dragon River (2012)

### Parco della Preistoria
Il parco dei dinosauri presenta 23 riproduzioni di esemplari preistorici per i Periodi compresi tra il Carbonifero e il Pliocene, a misura reale. Il percorso comincia su un trenino del tempo che consente di tornare indietro di milioni di anni e dopo essere scesi dal treno, accompagnati da guide esperte, si osservano le prime forme di vita dentro uno scenario ricostruito di una grotta che introduce il paleozoico; il giro continua uscendo dalla grotta ed imbarcandosi su un trenino turistico che agevola la visita o camminando nel percorso passando di Era in Era fino ad arrivare al Neozoico con l'Uomo di Cro-Magnon. Tutti gli esemplari riprodotti sono forniti di tabelloni didattici sulle specie rappresentate. Il percorso è caratterizzato da una specifica tematizzazione e dalla presenza di varietà botaniche ben contestualizzate. Nel 2016 viene inaugurata per il ThemePark la sezione a realtà aumentata che permette di visualizzare riproduzioni interattive di dinosauri e ominidi.